# Charles Losper
Charles Losper (* 18. März 1969 in Kapstadt) ist ein südafrikanischer Dartspieler.

## Biografie
Charles Losper begann 1991 mit dem Dartsport. Nach einigen Jahren auf nationaler Ebene nahm er 2003 am WDF World Cup teil. 2006 wollte die Professional Darts Corporation ihre Weltmeisterschaft internationaler gestalten und vergab einen Startplatz an Südafrika. Diesen sicherte sich jedoch nicht Losper, sondern Wynand Havenga. Ein Jahr später hingegen konnte Losper die South African Open gewinnen und war somit als Vertreter Südafrikas für die PDC World Darts Championship 2008 als auch für die Premiere des Grand Slam of Darts 2007 qualifiziert. Bei seinem WM-Debüt unterlag er dem späteren Weltmeister John Part aus Kanada. Auch im Folgejahr war Losper der Sieger der South African Open und startete bei der PDC World Darts Championship 2009. In der Vorrunde konnte er dabei Sudesh Fitzgerald aus Guyana besiegen, ehe er gegen den Engländer Colin Osborne in der ersten Runde ausschied. Losper nahm weiterhin an einigen WM-Qualifikationsturnieren teil, konnte jedoch keines gewinnen.
2021 schaffte er es sich zum dritten Mal als afrikanischer Vertreter für die PDC World Darts Championship 2022 zu qualifizieren. Aufgrund von Problemen mit seinem Visum konnte er an dieser jedoch nicht teilnehmen, sodass er durch den Belgier Mike De Decker ersetzt wurde.
Losper ist von Beruf Polizist.

## Weltmeisterschaftsresultate

### PDC
- 2008: 1. Runde (1:3-Niederlage gegen  John Part)
- 2009: 1. Runde (1:3-Niederlage gegen  Colin Osborne)